# Roraima (tepui)
Roraima (špa. Monte Roraima [monte roɾaima], Tepuy Roraima i Cerro Roraima; por. Monte Roraima [mõtʃi ʁoɾɐjmɐ]) je najviša planina u lancu tepuijskih visoravni u Južnoj Americi: Prvi koji ju je opisao bio je engleski istraživač Sir Walter Raleigh 1596. godine. Njeno područje iznosi 31 km2: sastoji se od stijena koje se uzdižu do 400 metara. Planina također služi kao tromeđa Venezuele (kojoj pripada 85% njezina teritorija), Brazila (5%) i Gvajane (10%):
Planina Roraima leži na gvajanskom štitu u jugoistočnom kutu Venezuele, Nacionalnom parku Canaima veličine 30.000 km2 i tvori najviši vrh Gvajane u gvajanskom gorju. Planine u obliku stola se smatraju jednim od najstarijih geoloških formacija na Zemlji, datirajući prije otprilike dvije milijarde godina u prekambrij.
Najviša točka Gvajane i najviša točka brazilske države Roraima leže na ovoj visoravni, ali Venezuela i Brazil imaju veće planine po drugim mjestima. Trostruka granična točka je na 5°12'08" sjeverne zemljopisne širine te 60°44'07" zapadne zemljopisne dužine, ali najviša točka planine je Maverick rock (2810 metara), na južnom kraju visoravni i potpuno unutar Venezuele.

## Flora i fauna
Mnoge vrste koje se nalaze na Roraimi ne postoje nigdje drugdje osim na toj visoravni Biljke kao što su bacač biljaka (Heliamphora), Campanula (zvončić), a rijetki Rapatea vrijesak obično se nalaze na strminama i vrhu. Kiša pada gotovo svaki dan u godini. Gotovo cijela površina vrha je goli pješčenjak, sa samo nekoliko grmova (Bonnetia roraimœ) i prisutnim algama: Niska i oskudna vegetacija također se nalazi u malim, pješčanim močvarama koje prošaraju stjenoviti vrh: Većina hranjivih tvari koje su prisutne u tlu bujice odnesu preko ruba, formirajući neke od najviših vodopada na svijetu.
Postoje mnogi primjeri jedinstvene faune vrhu brda Roraima. Oreophrynella quelchii, obično naziva Roraimska grmska krastača, je dnevna krastača koja se obično nalazi na otvorenim površinama stijena i grmovitom području. To je vrsta krastača iz obitelji Bufonidae. Vrsta je trenutno na popisu ranjivih, i turiste treba poučiti kako bi bili svjesni važnosti ne stupanja u kontakta tim životinjama u divljini. Praćenje zatvorene populacije također je potrebno, posebno jer ova vrsta je poznata samo na jednom mjestu. Vrsta je zaštićena u Monumento Natural Los tepuyes u Venezueli, i Parque Nacional Monte Roraima u Brazilu.

## Kultura
Davno prije dolaska europskih istraživača, planina je imala poseban značaj za domorodce tog kraja, i nalazi se u središtu mnogih njihovih mitova i legendi. Pemon i Kapon rodom iz Gran Sabana u jugoistočnoj Venezueli, vide planinu Roraima kao panj moćnog stabla koje je jednom držalo sve voće i gomoljasto povrće na svijetu. Posjekao ih je Makunaima, njihov mitski prevarant, i stabla su popadala na tlo, uzrokujući strašnu poplavu. "Roroi" u jeziku Pemon indijanaca znači plavo-zeleno a "ma" znači super. 
Godine 2006., Mount Roraima je odredište za nagrađivani dvosatni dokumentarac "Stvarni izgubljeni svijet" u izdanju Gryphon Productions. Dokumentarac je prikazan na Animal Planetu, Discovery HD Theater i OLN-u (Kanada). Redatelj ovog filma je bio Peter von Puttkamer, a ovo putovanje/avantura sadržavalo je moderni tim istraživača (Rick West, Hazel Barton, Seth Heald, Dean i Peter Harrison Sprouse) koji su slijedili stope britanskih istraživača Ima Thurna i Harryja Perkinsa koji su istraživali floru i fauna Roraime sredinom 19. stoljeća. Pustolovni tim istraživača je možda nadahnuo Arthura Conana Doylea u njegovoj knjizi o ljudima i dinosaura, "Izgubljeni svijet", objavljen godine 1912.
Ekipa "Stvarnog izgubljenog svijeta " je 2006. bila prvi znanstveni tim koji je istražio špilje Roraime, tek nedavno otkrivene. Unutra su pronašli intrigantne formacije u obliku "mrkve" koje su rasle u 2 milijarde godina starim pećinama. Hazel Barton se vratio 2007. godini na ekspediciju pod pokroviteljstvom NASA-e istražiti izrasline na zidovima pećina i stropovima: dokaz ekstremofilskih špiljskih mikroba koji jedu zidove pećine na bazi silikona i ostavljaju prašnjave naslage na drevnim paučinama, koje čine ove jedinstvene stalaktitne oblike.
Roraima je 2009. godine poslužila kao nadahnuće za Disneyjev/Pixarov animirani film "Up". Snimke s bonus diska blu-ray izdanja sadrže kratki film (zvan "avantura je vani") o nekim iz produkcijskog tima Pixara kako su išli na Roraimu i penjali se za nadahnuće.

## Usponi
Iako strme strane visoravni otežavaju pristup, prvi zabilježeni uspon na veliki Tepui: Sir Everard im Thurn uspeo se šumovitoj rampi u prosincu 1884. Ta ista ruta je ona kojom planinari idu i danas.
Danas, Planina Roraima je destinacija za izletnike backpackere. Gotovo svi koji idu gore pristupaju s venezuelanske strane. Većina planinara angažiraju indijanske vodiče plemena Pemon iz sela Paraitepui, do kojeg se dolazi zemljanom cestom od glavne Gran Sabana ceste između 88. kilometra i Santa Elena de Uairen. Iako je put do platoa dobro označen i često prolažen, lako se izgubiti na vrhu planine, jer postoji nekoliko različitih staza i skoro pa konstantna naoblaka na vrhu a tajanstvene stijene čine vizualnu orijentaciju problematičnom. Paraitepui se može doseći lako vozilom s pogonom na četiri kotača, uz velike poteškoće autom ako su uvjeti na makadamu neobično dobri, ili pješice za otprilike jedan dan. 
Od Paraitepui, većini planinara trebaju dva dana za dolazak do podnožja planine, a zatim još jedan dan za slijediti "La rampa" put nalik prirodnom stubištu, do vrha. Još dva dana obično je potrebno za povratak, a mnogi ljudi provode jedan dan i noć na vrhu planine, čineći tako ukupno šest dana. Dulji putevi mogu doseći sjeverni dio Tepuija, većinom u Gvajani, s manje istraženim i zanimljivjim mjestima kao što su Lake Gladys, iako ima više opasnosti od popularnijeg južnog dijela te bi trebao biti samo za dobro opskrbljene skupine. Manje avanturistički rapoloženi također mogu doći gore, ako vrijeme dopusti, helikopterskim turama na raspolaganju iz obližnjeg venezuelanskog grada Santa Elena de Uairén.
Jedina netehnička ruta do vrha je Paraitepui ruta. Bilo koji drugi pristup zahtijeva penjačku opremu. Planina Roraima je osvojena u nekoliko navrata s gvajanske i brazilske strane, ali kako je s obje strane u potpunosti ograničena enormnim strmim liticama koje uključuju visoku nadmorsku visinu, to su vrlo teške i tehnički zahtjevne rute. Austrijski dokumentarni film "Jäger des Augenblicks - Ein Abenteuer sam Planina Roraima", sniman 2013., prikazuje penjače Kurta Alberta, Holgera Heubera, Stefan Glowacza na usponu na vrh Roraime s gvajanske strane. Takva penjanja također zahtijevaju teško ostvariva odobrenja za ulazak u nacionalne parkove u pojedinim zemljama. Od 2009., penjanje s brazilske strane posebno je problematično zbog pristupa putem indijanskog rezervata Raposa-Serra do Sol, gdje su česti oružani sukobi između urođenika, uzgajivača riže i vlasti.

## Vanjske poveznice
- | Logotip Zajedničkog poslužitelja | Zajednički poslužitelj ima stranicu o temi Roraima (tepui) |